# Lexicologia
A Lexicologia é um ramo da linguística que tem por objetivo o estudo científico de uma grande quantidade de palavras de um determinado idioma - léxico - sob diversos aspectos. Para isso, ela procura determinar a origem, a forma e o significado das palavras que constituem o acervo de palavras de um idioma, bem como o seu uso na comunidade dos falantes. Assim, por meio da lexicologia torna-se possível observar e descrever cientificamente as unidades léxicas de uma comunidade linguística. O pesquisador e especialista da lexicologia é conhecido como lexicólogo.

## Áreas de estudos
Outras áreas que também se atém aos estudos do léxico são:  
- A lexicografia, ciência instrumental que tem como finalidade a elaboração ou compilação de dicionários.
- E a terminologia, ciência responsável pelo estudo de termos de áreas específicas, ou seja, de vocabulários especializados.